# Luwo Fahrzeugwerke und Maschinen
Die Luwo Fahrzeugwerke und Maschinen AG war ein deutscher Automobilhersteller.

## Unternehmensgeschichte

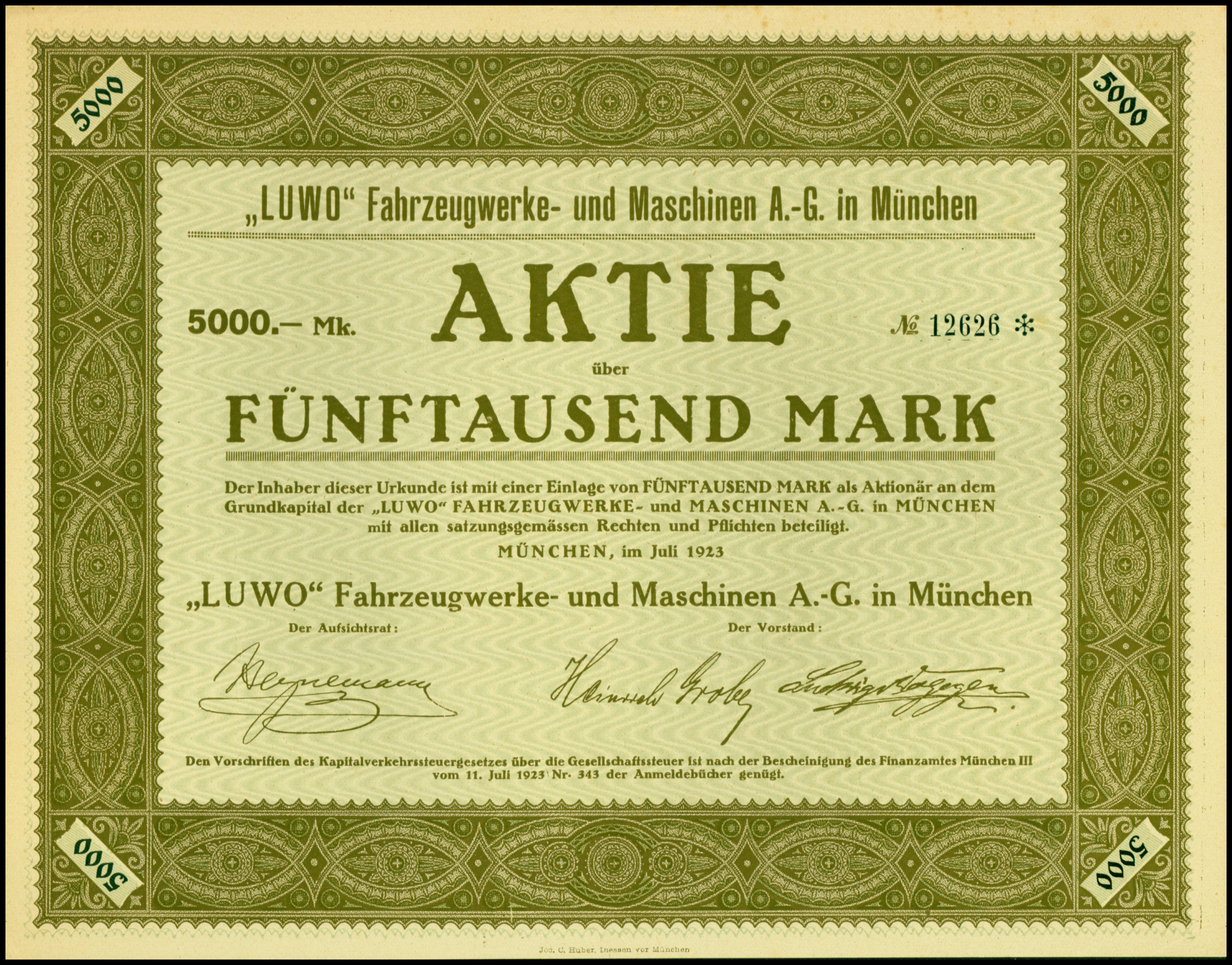
Aktie über 5000 Mark der Luwo Fahrzeugwerke und Maschinen AG vom Juli 1923

Die Luwo Kleinautobau, L. von Wolzogen & Co. KG. wurde 1921 in München zur Produktion von Automobilen gegründet. Der Markenname lautete Luwo. Am 2. März 1923 erfolgte die Umwandlung in eine Aktiengesellschaft namens Luwo Fahrzeugwerke und Maschinen AG. Daran beteiligt waren Heinrich Fritzel, der Bankier Gottfried Maier, der Fabrikbesitzer Eugen Austermayer, Heinrich Graba und Richard Dettmers. Der Hauptsitz des Unternehmens lag 1922 an der Isabellastraße 23, 1923 an der Stielerstraße 7 und 1924 an der Thalkirchner Straße 67, jeweils in München. Die Produktionshallen befanden sich an der Thorwaldsenstraße in Neuhausen und an der Säbener Straße in Giesing. 1924 endete die Produktion.

## Fahrzeuge
Im Angebot standen Kleinwagen. Zur Wahl standen zwei verschiedene Vierzylindermotoren der Steudel-Werke. Dies Modelle hießen 4/12 PS und 5/15 PS. Der erstgenannte verfügte über etwa 1000 cm³ Hubraum und leistete 12 PS. Die Fahrzeuge hatten einen Stahlrohrrahmen.